# Списък с филмите на „Юнивърсъл Пикчърс“ (2010 – 2019)
Това е списък с филмите, продуцирани или разпространени от Universal Pictures през 2010 – 2019 г., открит през 1912 г. като Universal Film Manufacturing Company. Той е един от главните филмови продукции и разпределително рамо на Universal Studios, дъщерна компания на подразпределението NBCUniversal от Comcast.
| Пускане              | Заглавие                                     | Оригинално заглавие                    | Бележки |
| -------------------- | -------------------------------------------- | -------------------------------------- | --- |
| 8 януари 2010 г.     | Високосна година                             | Leap Year                              | единствено разпространение в САЩ, копродукция с Spyglass Entertainment и Benderspink |
| 20 януари 2010 г.    | Генсбург, един героичен живот                | Gainsbourg: A Heroic Life              | Френски филм единствено разпространение копродукция с Spyglass Entertainment |
| 12 февруари 2010 г.  | Човекът-вълк                                 | The Wolfman                            | копродукция с Relativity Media и Stuber Pictures |
| 12 март 2010 г.      | Зелена зона                                  | Green Zone                             | копродукция с Working Title Films и StudioCanal |
| 17 март 2010 г.      | Сърцеразбивач                                | Heartbreaker                           | Френски филм, единствено разпространение |
| 19 март 2010 г.      | Живот назаем                                 | Repo Men                               | копродукция с Stuber Pictures и Relativity Media |
| 16 април 2010 г.     | Шут в г*за!                                  | Kick-Ass                               | единствено разпространение във Великобритания, Австралия, Германия, Испания и Латинска Америка продуциран от Marv Films и Plan B Entertainment |
| 14 май 2010 г.       | Робин Худ                                    | Robin Hood                             | копродукция с Imagine Entertainment, Relativity Media и Scott Free Productions |
| 21 май 2010 г.       | Суперагент Макгрубър                         | MacGruber                              | единствено разпространение продуциран от Rogue Pictures, Relativity Media и Michaels-Goldwyn |
| 4 юни 2010 г.        | Секс, наркотици и Лас Вегас                  | Get Him to the Greek                   | копродукция с Apatow Productions, Spyglass Entertainment и Relativity Media |
| 9 юли 2010 г.        | Аз, проклетникът                             | Despicable Me                          | копродукция с Illumination Entertainment |
| 30 юли 2010 г.       | Чарли Сейнт Клауд                            | Charlie St. Cloud                      | копродукция с Relativity Media, Marc Platt Productions и Charlie Film Productions |
| 13 август 2010 г.    | Скот Пилгрим срещу света                     | Scott Pilgrim vs. the World            | копродукция с Big Talk Productions и Marc Platt Productions |
| 20 август 2010 г.    | Бавачката Макфий и Големият взрив            | Nanny McPhee Returns                   | копродукция с StudioCanal, Relativity Media, Working Title Films и Three Strange Angels |
| 17 септември 2010 г. | Дявол                                        | Devil                                  | единствено разпространение продуциран от The Night Chronicles и Media Rights Capital |
| 12 ноември 2010 г.   | Скайлайн                                     | Skyline                                | единствено разпространение в САЩ, копродукция с Double Dare You Productions, Televisió de Catalunya и Rodar y Rodar Cine y Televisión |
| 22 декември 2010 г.  | Запознай се с малките                        | Little Fockers                         | единствено северноамериканско разпространение, копродукция с DreamWorks Pictures, Relativity Media, TriBeCa Productions и Everyman Pictures; Paramount Pictures поддържа международните територии |
| 14 януари 2011 г.    | Да кажа или да не кажа?                      | The Dilemma                            | копродукция с Imagine Entertainment, Spyglass Entertainment и Wild West Picture Show Productions |
| 4 февруари 2011 г.   | Последното убежище                           | Sanctum                                | единствено разпространение в САЩ, Великобритания, Австралия и Нова Зеландия копродукция с Wayfare Entertainment, Relativity Media и FilmNation Entertainment |
| 4 март 2011 г.       | Агенти на съдбата                            | The Adjustment Bureau                  | копродукция Media Rights Capital, Gambit Pictures и Electric Shepherd Productions |
| 4 март 2011 г.       | Купонът на живота ти                         | Take Me Home Tonight                   | единствено международно разпространение, копродукция с Relativity Media, Rogue и Imagine Entertainment |
| 18 април 2011 г.     | Пол                                          | Paul                                   | копродукция с Working Title Films, Relativity Media и Big Talk Productions |
| 1 април 2011 г.      | Скок-подскок                                 | Hop                                    | копродукция с Illumination Entertainment и Relativity Media |
| 8 април 2011 г.      | Ваше височество                              | Your Highness                          | копродукция с Stuber Pictures |
| 29 април 2011 г.     | Бързи и яростни 5: Удар в Рио                | Fast Five                              | копродукция с Original Film и One Race Films |
| 13 май 2011 г.       | Шаферки                                      | Bridesmaids                            | копродукция с Apatow Productions и Relativity Media |
| 1 юли 2011 г.        | Лари Краун                                   | Larry Crowne                           | единствено разпространение в САЩ продуциран от Summit Entertainment, Vendôme Pictures, Playtone |
| 29 юли 2011 г.       | Каубои и извънземни                          | Cowboys & Aliens                       | северноамериканско разпространение копродукция с DreamWorks Pictures, Relativity Media, Reliance Entertainment, Imagine Entertainment, K/O Paper Products, Platinum Studios и Fairview Entertainment международното разпространение се поддържа от Paramount Pictures                                |
| 5 август 2011 г.     | Размяната                                    | The Change-Up                          | копродукция с Original Film, Relativity Media и Big Kid Pictures |
| 30 септември 2011 г. | Къщата на сенките                            | Dream House                            | единствено разпространение в САЩ копродукция с Morgan Creek Productions; Warner Bros поддържа международните територии |
| 14 октомври 2011 г.  | Нещото                                       | The Thing                              | копродукция с Apaches Entertainment |
| 21 октомври 2011 г.  | Джони Инглиш се завръща                      | Johnny English Reborn                  | копродукция с Working Title Films, StudioCanal и Relativity Media |
| 4 ноември 2011 г.    | Кинти в небето                               | Tower Heist                            | копродукция с Imagine Entertainment, Eddie Murphy Productions and Relativity Media |
| 13 януари 2012 г.    | Контрабанда                                  | Contraband                             | копродуцкия с Working Title Films, Relativity Media, Blueeyes Productions, Closest to the Hole и Leverage Productions |
| 3 февруари 2012 г.   | Чудо сред ледовете                           | Big Miracle                            | копродукция с Working Title Films и Anonymous Content |
| 10 февруари 2012 г.  | Секретна квартира                            | Safe House                             | копродукция с Relativity Media и Bluegrass Films |
| 24 февруари 2012 г.  | Мир, любов и още нещо                        | Wanderlust                             | копродукция с Relativity Media, Apatow Productions и A Hot Dog Productions |
| 6 април 2012 г.      | Американски пай: Отново заедно               | American Reunion                       | копродукция с Relativity Media и Zide/Perry Productions |
| 27 април 2012 г.     | Безкрайният годеж                            | The Five-Year Engagement               | копродукция с Relativity Media и Apatow Productions |
| 18 май 2012 г.       | Бойни кораби                                 | Battleship                             | копродукция с Hasbro, Film 44 и Bluegrass Films |
| 1 юни 2012 г.        | Снежанка и ловецът                           | Snow White & the Huntsman              | копродукция с Roth Films |
| 29 юни 2012          | Приятелю, Тед                                | Ted                                    | копродукция с Media Rights Capital, Fuzzy Door Productions, Bluegrass Films, и Smart Entertainment |
| 6 юли 2012 г.        | Диваци                                       | Savages                                | копродукция с Relativity Media и Ixtlan Productions |
| 10 август 2012 г.    | Наследството на Борн                         | The Bourne Legacy                      | копродукция с Relativity Media, The Kennedy/Marshall Company и Captivate Entertainment |
| 17 август 2012 г.    | ПараНорман                                   | ParaNorman                             | единствено международно разпространение, копродукция с Focus Features и Laika |
| 28 септември 2012 г. | Перфектният ритъм                            | Pitch Pefect                           | копродукция с Gold Circle Films |
| 2 ноември 2012 г.    | Мъжът с железните юмруци                     | The Man with the Iron Fists            | копродукция с Strike Entertainment и Arcade Pictures |
| 16 ноември 2012 г.   | Анна Каренина                                | Anna Karenina                          | копродукция с Focus Features и Working Title Films |
| 19 декември 2012 г.  | Враг номер едно                              | Zero Dark Thirty                       | единствено разпространение в Европа продуциран от Columbia Pictures, First Light Productions и Annapurna Pictures |
| 21 декември 2012 г.  | Така е на 40                                 | This is 40                             | копродукция с Apatow Productions |
| 25 декември 2012 г.  | Клетниците                                   | Les Misérables                         | копродукция с Working Title Films, Relativity Media и Cameron Mackintosh Ltd. |
| 18 януари 2013 г.    | Мама                                         | Mama                                   | копродукция с Toma 78 и De Milo Productions |
| 8 февруари 2013 г.   | Самоличност на аванта                        | Identity Thief                         | копродукция с Relativity Media, Scott Stuber Productions, Aggregate Films и Bluegrass Films |
| 19 април 2013 г.     | Забвение                                     | Oblivion                               | копродукция с Relativity Media, Chernin Entertainment, Monolith Pictures и Radical Studios |
| 24 май 2013 г.       | Бързи и яростни 6                            | Fast & Furious 6                       | копродукция с Original Film, Relativity Media и One Race Films |
| 7 юни 2013 г.        | Чистката                                     | The Purge                              | копродукция с Platinum Dunes и Blumhouse Productions |
| 3 юли 2013 г.        | Аз, проклетникът 2                           | Despicable Me 2                        | копродукция с Illumination Entertainment |
| 19 юли 2013 г.       | РПУ „Оня свят“                               | R.I.P.D.                               | копродукция с Relativity Media, Original Film, Dark Horse Entertainment и 101st Street Productions |
| 2 август 2013 г.     | Два патлака                                  | 2 Guns                                 | единствено разпространение в САЩ копродукция с Emmett/Furla Films, Marc Platt Productions, Oasis Ventures Entertainment Ltd., Empyre Media Capital, Herrick Entertainment, Envision Entertainment и Boom! Studios TriStar Pictures и Stage 6 Films поддържат международните права за разпространение |
| 16 август 2013 г.    | Шут в г*за! 2                                | Kick-Ass 2                             | копродукция с Marv Films и Plan B Entertainment |
| 23 август 2013 г.    | Краят на света                               | The World's End                        | единствено международно разпространение копродукция с Focus Features, Relativity Media, StudioCanal, Big Talk Productions и Working Title Films |
| 6 септември 2013 г.  | Ридик                                        | Riddick                                | единствено разпространение извън Канада и Великобритания копродукция с Radar Pictures и One Race Films |
| 27 септември 2013 г. | С пълна газ                                  | Rush                                   | единствено разпространение в САЩ копродукция с Exclusive Media Group, Working Title Films, Imagine Entertainment, Revolution Films и Cross Creek Pictures StudioCanal поддържа британските права Universum Film поддържа разпространението в Германия                                                |
| 1 ноември 2013 г.    | Въпрос на време                              | About Time                             | копродукция с Relativity Media и Working Title Films |
| 1 ноември 2013 г.    | Тай-чи майстор                               | Man of Tai Chi                         | единствено международно разпространение копродукция с China Film Group, Wanda Media и Village Roadshow Pictures Asia |
| 15 ноември 2013 г.   | Ваканция с приятели                          | The Best Man Holiday                   | копродукция с Blackmale |
| 25 декември 2013 г.  | 47 ронини                                    | 47 Ronin                               | копродукция с Relativity Media, H2F Entertainment, Mid Atlantic Films, Moving Picture Company и Stuber Productions |
| 25 декември 2013 г.  | Последният оцелял                            | Lone Survivor                          | единствено разпространение в САЩ, Великобритания и Италия копродукция с Emmett/Furla Films, Film 44, Foresight Unlimited, Herrick Entertainment, Spikings Entertainment, Envision Entertainment, Closest to the Hole Productions, Weed Road Pictures и Leverage Management                           |
| 25 декември 2013 г.  | Вълкът от Уолстрийт                          | The Wolf of Wall Street                | единствен европейски разпространител разпространен международно от Paramount Pictures копродукция с Red Granite Pictures, Appian Way Productions и Sikelia Productions |
| 17 януари 2014 г.    | Ченге за един ден                            | Ride Along                             | копродукция с Cube Vision, Relativity Media и Rainforest Films последния филм, който се обединява с Relativity Media |
| 14 февруари 2014 г.  | Безумна любов                                | Endless Love                           | копродукция с Bluegrass Films и Fake Empire Productions |
| 28 февруари 2014 г.  | Директен полет                               | Non-Stop                               | единствено разпространение в САЩ продуциран от StudioCanal, TF1 Films Production, Silver Pictures, Anton Capital Entertainment, TF1 и Canal+ |
| 9 май 2014 г.        | Да разлаем съседите                          | Neighbors                              | копродукция с Good Universe и Point Grey Pictures |
| 30 май 2014 г.       | Който оцелее, ще разказва                    | A Million Ways to Die in the West      | копродукция с Media Rights Capital, Fuzzy Door Productions и Bluegrass Films |
| 18 юли 2014 г.       | Чистката: Анархия                            | The Purge: Anarchy                     | копродукция с Blumhouse Productions, Platinum Dunes и Why Not Productions |
| 25 юли 2014 г.       | Люси                                         | Lucy                                   | копродукция с EuropaCorp, TF1 Films Production, Canal+, Ciné+ и TF1 |
| 1 август 2014 г.     | Историята на Джеймс Браун                    | Get on Up                              | копродукция с Imagine Entertainment, Jagged Films и Wyolah Films |
| 29 август 2014 г.    | Както горе, така и долу                      | As Above, So Below                     | единствено разпространение, продуциран от Legendary Pictures и Brothers Dowdle |
| 19 септември 2014 г. | Билет за отвъдното                           | A Walk Among the Tombstones            | единствено разпространение, продуциран от Cross Creek Pictures, Endgame Entertainment, 1984 Private Defense Contractors, Exclusive Media, Jersey Films и Double Feature Films |
| 26 септември 2014 г. | Кутийковците                                 | The Boxtrolls                          | единствено международно разпространение; продуциран от Focus Features и Laika |
| 10 октомври 2014 г.  | Дракула Неразказан                           | Dracula Untold                         | копродукция с Legendary Pictures и Michael De Luca Productions |
| 24 октомври 2014 г.  | Уиджа                                        | Ouija                                  | единствено разпространение; продуциран от Platinum Dunes, Hasbro Studios и Blumhouse Productions |
| 7 ноември 2014 г.    | Теорията на всичко                           | The Theory of Everything               | копродуциран от Working Title Films |
| 14 ноември 2014 г.   | От глупав по-глупав: Завръщането             | Dumb and Dumber To                     | единствено разпространение от САЩ, Канада, Великобритания, Испания, Германия и Австралия копродукция с New Line Cinema, Red Granite Pictures и Conundrum Entertainment |
| 25 декември 2014 г.  | Несломен                                     | Unbroken                               | копродукция с Legendary Pictures, Jolie Pas и 3 Arts Entertainment |
| 26 декември 2014 г.  | Търсачът                                     | The Water Diviner                      | австралийско разпространение от Entertainment One копродукция с RatPac Entertainment, Hopscotch Features, Fear of God Films и Seven Network Australia |
| 16 януари 2015 г.    | Хакер                                        | Blackhat                               | копродукция с Legendary Pictures и Forward Pass |
| 21 януари 2015 г.    | Ex Machina: Бог от машината                  | Ex Machina                             | единствено международно разпространение копродукция с DNA Films и Film4 Productions; американски разпространител – A24 |
| 23 януари 2015 г.    | Съседското момче                             | The Boy Next Door                      | копродукция с Blumhouse Productions, Smart Entertainment и Nuyorican Productions |
| 6 февруари 2015 г.   | Седмият син                                  | Seventh Son                            | копродукция с Legendary Pictures, Thunder Road Films и China Film Group |
| 13 февруари 2015 г.  | Петдесет нюанса сиво                         | Fifty Shades of Grey                   | копродукция с Focus Features, Michael De Luca Productions и Trigger Street Productions |
| 3 април 2015 г.      | Бързи и яростни 5                            | Furious 7                              | копродукция с Original Film, One Race Films, Media Rights Capital и China Film |
| 15 май 2015 г.       | Перфектният ритъм 2                          | Pitch Perfect 2                        | копродукция с Gold Circle Films |
| 12 юни 2015 г.       | Джурасик свят                                | Jurassic World                         | копродукция с Legendary Pictures и Amblin Entertainment |
| 26 юни 2015 г.       | Приятелю, Тед 2                              | Ted 2                                  | копродукция с Media Rights Capital, Fuzzy Door Productions, Bluegrass Films и Smart Entertainment |
| 10 юли 2015 г.       | Миньоните                                    | Minions                                | копродукция с Illumination Entertainment |
| 17 юли 2015 г.       | Тотал щета                                   | Trainwreck                             | копродукция с Ap |
| 14 август 2015 г.    | Бандата от Комптън                           | Straight Outta Compton                 | копродукция с Legendary Pictures, New Line Cinema, Cube Vision, Crucial Films и Broken Chair Flickz |
| 11 септември 2015 г. | Посещението                                  | The Visit                              | копродукция с Blinding Edge Pictures и Blumhouse Productions |
| 18 септември 2015 г. | Еверест                                      | Everest                                | копродукция с Walden Media, Cross Creek Pictures и Working Title Films |
| 9 октомври 2015 г.   | Стив Джобс                                   | Steve Jobs                             | копродукция с Legendary Pictures, Scott Rudin Productions, Mark Gordon Company, Entertainment 360, Decibel Films и Cloud Eight Films |
| 16 октомври 2015 г.  | Пурпурният връх                              | Crimson Peak                           | копродукция с Legendary Pictures и DDY |
| 23 октомври 2015 г.  | Джем и холограмите                           | Jem and the Holograms                  | копродукция с Hasbro Studios, Allspark Pictures, Blumhouse Productions и SB Projects |
| 13 ноември 2015 г.   | Край морето                                  | By the Sea                             | копродукция с Jolie Pas и Plan B Entertainment |
| 20 ноември 2015 г.   | Легенда                                      | Legend                                 | единствено разпространение в САЩ продуциран от StudioCanal, Anton Capital Entertainment, Working Title Films, Cross Creek Pictures |
| 4 декември 2015 г.   | Коледа по дяволите                           | Krampus                                | копродукция с Legendary Pictures |
| 18 декември 2015 г.  | Сестри на макс                               | Sisters                                | копродукция с Little Stranger и Everyman Pictures |
| 15 януари 2016 г.    | Ченге за един ден 2                          | Ride Along 2                           | копродукция с Cube Vision, Will Packer Productions и MBST Entertainment |
| 5 февруари 2016 г.   | Аве, Цезаре!                                 | Hail, Caesar!                          | копродукция с Mike Zoss Productions и Working Title Films |
| 25 март 2016 г.      | Моята голяма луда гръцка сватба 2            | My Big Fat Greek Wedding 2             | единствено разпространител продуциран от Gold Circle Films, HBO Films и Playtone |
| 8 април 2016 г.      | Голямата работа                              | The Boss                               | копродукция с Gary Sanchez Productions и On the Day Productions |
| 22 април 2016 г.     | Ловецът: Ледената война                      | The Huntsman: Winter's War             | копродукция с Roth Films и Perfect World Pictures |
| 20 май 2016 г.       | Да разлаем съседите още веднъж               | Neighbors 2: Sorority Rising           | копродукция с Good Universe и Point Grey Pictures |
| 3 юни 2016 г.        | Поп звезда: Никога не спирай                 | Popstar: Never Stop Never Stopping     | единствено разпространение; продуциран от Apatow Productions, The Lonely Island и Perfect World Pictures |
| 10 юни 2016 г.       | Warcraft: Началото                           | Warcraft                               | копродукция с Legendary Pictures, Blizzard Entertainment, Atlas Entertainment и China Film Group Corporation |
| 17 юни 2016 г.       | Агент и 1/2                                  | Central Intelligence                   | единствено международно разпространение; копродукция с Warner Bros. Pictures, New Line Cinema, RatPac Entertainment, Perfect World Pictures, Bluegrass Films и Principato-Young Entertainment |
| 1 юли 2016 г.        | Чистката 3 – Избори                          | The Purge: Election Year               | копродукция с Blumhouse Productions и Platinum Dunes |
| 8 юли 2016 г.        | Сами вкъщи                                   | The Secret Life of Pets                | копродукция с Illumination Entertainment |
| 29 юли 2016 г.       | Джейсън Борн                                 | Jason Bourne                           | копродукция с The Kennedy/Marshall Company, Captivate Entertainment и Pearl Street Films |
| 16 септември 2016 г. | Бриджит Джоунс: Бебе на хоризонта            | Bridget Jones's Baby                   | единствено разпространение, копродукция с Miramax, StudioCanal и Working Title Films |
| 7 октомври 2016 г.   | Момичето от влака                            | The Girl on the Train                  | единствено разпространение в САЩ продуциран от DreamWorks Pictures, Amblin Partners и Marc Platt Productions |
| 14 октомври 2016 г.  | Кевин Харт: И сега какво?                    | Kevin Hart: What Now?                  | копродукция с HartBeat Productions |
| 14 октомври 2016 г.  | Обикновен свят                               | Ordinary World                         | единствено разпространение; продуциран от Let It Play и Process Media |
| 21 октомври 2016 г.  | Уиджа: Произходът на злото                   | Ouija: Origin of Evil                  | копродукция с Allspark Pictures, Blumhouse Productions, Hasbro Studios и Platinum Dunes |
| 11 ноември 2016 г.   | Почти Коледа                                 | Almost Christmas                       | копродукция с Will Parker Productions |
| 9 декември 2016 г.   | Франк и Лола                                 | Frank & Lola                           | копродукция с Paladin продуциран от Parts and Labor, Killer Films, Lola Pictures, FullDawa Films и Great Point Media |
| 21 декември 2016 г.  | Ела, изпей!                                  | Sing                                   | копродукция с Illumination |
| 20 януари 2017 г.    | На парчета                                   | Split                                  | копродукция с Blinding Edge Pictures и Blumhouse Productions |
| 27 януари 2017 г.    | Кучешки живот                                | A Dog's Purpose                        | единствено разпространение в САЩ продуциран от DreamWorks Pictures, Amblin Entertainment, Reliance Entertainment, Walden Media и Pariah Entertainment Group |
| 10 февруари 2017 г.  | Петдесет нюанса по-тъмно                     | Fifty Shades Darker                    | копродукция с Michael De Luca Productions |
| 17 февруари 2017 г.  | Великата стена                               | The Great Wall                         | копродукция с Legendary Entertainment и Atlas Entertainment |
| 24 февруари 2017 г.  | Бягай!                                       | Get Out                                | копродукция с Darko Entertainment, Blumhouse Productions и QC Entertainment |
| 14 април 2017 г.     | Бързи и яростни 8                            | The Fate of the Furious                | копродукция с Original Film, Chris Morgan Productions и One Race Films |
| 9 юни 2017 г.        | Мумията                                      | The Mummy                              | копродукция с Perfect World Pictures, Sean Daniel Company и Secret Hideout |
| 30 юни 2017 г.       | Аз, проклетникът 3                           | Despicable Me 3                        | копродукция с Illumination |
| 21 юли 2017 г.       | Пътуване по женски                           | Girls Trip                             | копродукция с Will Packer Productions |
| 29 септември 2017 г. | Бари Сийл: Наркотрафикантът                  | American Made                          | копродукция с Imagine Entertainment, Cross Creek Pictures, Quadrant Pictures, Hercules Film Fund и Kylin Pictures |
| 13 октомври 2017 г.  | Честита смърт                                | Happy Death Day                        | копродукция с Blumhouse Productions |
| 20 октомври 2017 г.  | Снежният човек                               | The Snowman                            | копродукция с Working Title Films и Another Park Film |
| 27 октомври 2017 г.  | Благодарим за вашата служба                  | Thank You for Your Service             | единствено разпространение в САЩ; продуциран от DreamWorks Pictures, Reliance Entertainment и Amblin Partners |
| 22 декември 2017 г.  | Перфектният ритъм 3                          | Pitch Perfect 3                        | копродукция с Gold Circle Films и Brownstone |
| 22 декември 2017 г.  | Вестник на властта                           | The Post                               | единствено разпространение в Франция, Германия, Русия, Австралия, Латинска Америка и Тайван продуциран от Amblin Partners, 20th Century Fox, Amblin Entertainment, DreamWorks Pictures, Pascal Pictures и Star Thrower Entertainment                                                                 |
| 9 февруари 2018 г.   | Петдесет нюанса освободени                   | Fifty Shades Freed                     | копродукция с Michael De Luca Productions |
| 23 март 2018 г.      | Огненият пръстен: Революция                  | Pacific Rim: Uprising                  | копродукция с Legendary Pictures, DDY и Upper Room Productions |
| 6 април 2018 г.      | Секс на куково лято                          | Blockers                               | копродукция с Good Universe, DMG Entertainment, Hurwitz & Schlossberg Productions и Point Grey Pictures |
| 13 април 2018 г.     | Истина или предизвикателство                 | Truth or Dare                          | копродукция с Blumhouse Productions |
| 11 май 2018 г.       | Взлом                                        | Breaking In                            | копродукция с Will Packer Productions и Practical Pictures |
| 22 юни 2018 г.       | Джурасик свят: Рухналото кралство            | Jurassic World: Fallen Kingdom         | копродукция с Amblin Entertainment, The Kennedy/Marshall Company и Legendary Pictures |
| 4 юли 2018 г.        | Първата чистка                               | The First Purge                        | копродукция с Blumhouse Productions и Platinum Dunes |
| 13 юли 2018 г.       | Небостъргачът                                | Skyscrapper                            | копродукция с Legendary Pictures, Flynn Picture Company и Seven Bucks Productions |
| 20 юли 2018 г.       | Mamma Mia! Отново заедно                     | Mamma Mia! Here We Go Again            | копродукция с Legendary Pictures и Playtone |
| 21 септември 2018 г. | Мистерията на къщата с часовника             | The House with a Clock in Its Walls    | единствено разпространение в САЩ продуциран от Amblin Entertainment, Reliance Entertainment и Mythology Entertainment |
| 28 септември 2018 г. | Вечерно училище                              | Night School                           | единствено разпространение продуциран от HartBeat Productions и Will Packer Productions |
| 12 октомври 2018 г.  | Първият човек                                | First Man                              | копродукция с DreamWorks Pictures и Temple Hill Entertainment |
| 19 октомври 2018 г.  | Хелоуин                                      | Halloween                              | копродукция с Trancas International Films, Miramax, Blumhouse Productions и Rough House Pictures |
| 26 октомври 2018 г.  | Джони Инглиш избухва отново                  | Johnny English Strikes Again           | копродукция с StudioCanal, Perfect World Pictures и Working Title Films |
| 9 ноември 2018 г.    | Гринч                                        | The Grinch                             | копродукция с Illumination |
| 16 ноември 2018 г.   | Зелената книга                               | Green Book                             | Награда „Оскар“ за най-добър филм единствено разпространение в САЩ, продуциран от DreamWorks Pictures и Participant Media |
| 14 декември 2018 г.  | Смъртоносни машини                           | Mortal Engines                         | копродукция с MRC и WingNut Films |
| 21 декември 2018 г.  | Добре дошли в Марвен                         | Welcome to Marven                      | копродукция с DreamWorks Pictures и ImageMovers |
| 18 януари 2019 г.    | Стъкления                                    | Glass                                  | единствено разпространение в САЩ копродукция с Buena Vista International, Blinding Edge Pictures и Blumhouse Productions |
| 13 февруари 2019 г.  | Честита нова смърт                           | Happy Death Day 2U                     | копродукция с Blumhouse Productions |
| 22 февруари 2019 г.  | Как да си дресираш дракон: Тайнственият свят | How to Train Your Dragon: Hidden World | копродукция с DreamWorks Animation първият филм на DreamWorks Animation да бъде пуснат от Universal |
| 22 март 2019 г.      | Нас                                          | Us                                     | копродукция с Monkeypaw Productions, QC Entertainment и Blumhouse Productions |
| 12 април 2019 г.     | Малката голяма работа                        | Little                                 | копродукция с Legendary Pictures и Will Packer Productions |
| 10 май 2019 г.       | Мошенички от класа                           | The Hustle                             | единствено международно разпространение продуциран от Metro-Goldwyn-Mayer, Cave 76 Productions и Camp Sugar Productions |
| 17 май 2019 г.       | Кучешки живот 2                              | A Dog's Journey                        | единствено разпространение в САЩ продуциран от Amblin Entertainment, Reliance Entertainment и Walden Media |
| 31 май 2019 г.       | Мамчето                                      | Ma                                     | копродукция с Blumhouse Productions и Wyolah Films |
| 7 юни 2019 г.        | Сами вкъщи 2                                 | The Secret Life of Pets 2              | копродукция с Illumination |
| 28 юни 2019 г.       | Вчера си е за вчера                          | Yesterday                              | копродукция с Working Title Films |
| 2 август 2019 г.     | Бързи и яростни: Хобс и Шоу                  | Fast & Furious Presents: Hobbs & Shaw  | копродукция с Seven Bucks Productions |
| 16 август 2019 г.    | Момчета за пример                            | Good Boys                              | копродукция с Good Universe и Point Grey Pictures |
| 27 септември 2019 г. | Загубеният Йети                              | Abominable                             | единствено разпространение в световен мащаб копродукция с DreamWorks Animation и Pearl Studio |
| 11 октомври 2019 г.  | Семейство Адамс                              | The Addams Family                      | единствено международно разпространение продуциран от Metro-Goldwyn-Mayer, Bron Studios, Creative Wealth Media Finance, Cinesite, Nitrogen Studios и The Jackal Group |
| 8 ноември 2019 г.    | Последната Коледа                            | Last Christmas                         | единствено разпространение, продуциран от Feigco Entertainment |
| 27 ноември 2019 г.   | Куийн и Слим                                 | Queen and Slim                         | единствено разпространение в САЩ копродукция с Entertainment One, Makeready, Bron Studios, Creative Wealth Media Finance, Hillman Grad Productions, 3Blackdot и De La Revolución Films |
| 13 декември 2019 г.  | Черна Коледа                                 | Black Christmas                        | копродукция с Blumhouse Productions |
| 20 декември 2019 г.  | Котките                                      | Cats                                   | копродукция с Monumental Pictures, The Really Useful Group, Amblin Entertainment и Working Title Films |
| 25 декември 2019 г.  | 1917                                         | 1917                                   | единствено разпространение в световен мащаб копродукция с DreamWorks Pictures, Reliance Entertainment, Neal Street Productions и New Republic Pictures |